# Alam II
Mirza Abd-Al·lah Alí Gawhar (1729-1806), que adoptó el nombre de reino de Abu'l-Muẓaffar Djalal al-Din Muhammad Xah Alam, conocido de manera más corta como Alam II, fue emperador mogol (1759-1785 y 1788-1806). Su nombre original era Mirza Abd-Al·lah y el título de Alí Gawhar lo recibió en 1754 y el de Shah Alam en 1756.

## Biografía
Era hijo de Alamgir II y su heredero aparente. Amenazado por el visir de su padre Ghazi al-Din, tuvo que marchar casi como fugitivo a las provincias orientales para reforzar su posición con el dominio de Bengala, Bihar y Orissa de las que tenía el título de subahdar. Su autoridad fue disputada al norte por varios grupos étnicos y al este por los británicos.
La expedición al Bihar fue un fracaso (febrero) y el wazir privó a Shah Alam del título de subahdar de Bengala, Bihar y Orissa. Al ser asesinado su padre Alamgir II el 24 de diciembre de 1759 (por el wazir) se proclamó emperador y trató de desalojar a los ingleses de Bihar y Bengala en 1760.
En el segundo intento fue derrotado por los británicos, pero entró en relaciones amistosas con estos y fue escoltado por ellos hasta Patna donde invistió al nawab Mir Kasim como nuevo subahdar de Bengala, Bihar y Orissa y aceptó pagar un tributo anual de 2,4 millones de rúpies. Permaneció bajo cobertura del nawab de Oudh desde 1761 a 1764. En su tercer intento sufrió una seria derrota en Baksar o Buxar (octubre de 1764). Ante la amenaza del wazir tuvo que pedir asilo a los británicos a cambio de renunciar en Bengala y permaneció como pensionado de estos en Allahabad. En esta ciudad se firmó el tratado de Allahabad (1765) que concedía a los británicos (Compañía Británica de las Indias Orientales) el diwani o derecho de recolectar las tasas en Bengala a cambio de un tributo. Allahabad y Kora le fueron reconocidos como posesión personal (después de 1771 fueron entregadas al nawab de Oudh).
En mayo de 1771 los Marathas que habían ocupado Delhi lo invitaron a volver y en diciembre se presentó en Delhi (contra el consejo de los británicos que le confiscaron Allahabad y Kora y le retiraron la pensión) donde lo proclamaron emperador (enero de 1772), reconociéndose servidores del Imperio. Alam II tenía un pequeño ejército entrenado al estilo europeo y dirigido por el gran general Mirza Nadjaf Khan e introdujo la misma reforma en el ejército imperial. Este ejército combatió a los rohilla, y después a los jats a los que arrebató el control de Agra y su fuerte, las tasas de la cual permitieron el pago de los salarios del ejército. Los Sikhs atacaron varias veces Delhi y la ocuparon en 1772, 1778 y 1783. Los Sikhs también atacaban a los rohilla, a los Rajput de Mewar y a los jats e hicieron la guerra contra los marathas y los rajputs. En 1777 Mirza Nadjaf Khan derrotó decisivamente al afgano Zabita Khan y rechazó a sus aliados sikhs. El emperador ordenó represalias por un ataque sikh en Delhi al año siguiente y el wazir Abdul Ahid Khan Madjad al-Dawla avanzó con el príncipe heredero y 20 000 hombres contra los sikhs pero fue sobornado e hizo la manera de reducir la fuerza a unos seis mil hombres, y así el ejército mogul fue derrotado en Muzzaffargarh. El asunto fue detectado y el wazir arrestado y se le recuperó una gran cantidad de dinero; al cabo de un tiempo, no obstante, fue repuesto a su cargo por el mismo emperador. El siguiente enemigo fue el afgano rohilla Ghulam Kadir que ocupó Delhi y cegó al emperador en 1788 buscando el tesoro mogol (aprovechando la ausencia maratha de Delhi). La cabeza maratha Scindia y sus aliados jats volvieron en auxilio de su soberano y capturaron a Ghulam Kadir al que mataron, pero el Imperio había dejado de existir fuera del Fuerte Roig. Alam II recibió una pensión de Scindia (o Sindhia) de 300 rupias y recibió tierras con unos ingresos de 1,7 millones.
La ciudad fue ocupada unos años después por el general Lake (julio de 1803) por temor a que la figura del emperador fuera aprovechada por los franceses. El Imperio quedó bajo protección británica y Alam II pudo restar al fuerte de Delhi y conservó sus títulos. Allí murió en 1806.

| Predecesor: Shah Jahan III | Emperador mogol 1760-1785 1788-1806 | Sucesor: Akbar II |